# 東條久壽馬
東條 久壽馬（とうじょう くすま、1889年（明治22年）12月3日 - 1966年（昭和41年）6月2日）は、日本の企業経営者。大丸の専務取締役、高知大丸の社長などを歴任した。

## 来歴
1889年、高知県高知市に生まれる。1908年3月、株式合資会社大丸呉服店に入社。1937年9月に大阪店支配人に就任。その後1938年3月に大丸の取締役、1941年3月に常務取締役、同年6月に京都店支配人を歴任した。常務に就いていた当時、高知財界の要人で高知商工会議所の会頭であった入交太蔵から、高知市への百貨店出店を請われる。高知大丸は1947年4月に開業し、東條は同社の取締役に就任した。1950年4月に大丸の専務取締役に就任したが、高知大丸の店舗の火災による焼失から再建途上にある1951年3月、高知大丸の取締役社長に就任。9年に渡り、郷里の百貨店である高知大丸を牽引した。1955年、創業地である帯屋町2丁目から360mほど東の京町1番地に新店舗を開業した。当時としては過大とも思えた店舗であるが、間もなく制定された百貨店法で増床が困難になったこともあり、当時の従業員らからは先見の明があったとの声もある。新店舗開業で売り上げは伸びたものの、それに伴う人件費の増加や、都市計画の遅れから開業がずれ込み、資金を寝かせた状態が続いたことから赤字も拡大した。大丸本社社長の北澤敬二郎の英断により1960年4月に増資と特別貸付が行われ、窮地を脱する。同年4月22日、東條と、入交太兵衛副社長は代表権のない取締役に退く。東條は10月19日に大丸本社の越澤外茂治が高知大丸の取締役に就任したのを見届けると、自らは取締役を退任し顧問に就いた。
1966年6月2日、死去。享年76。